# Biron (Charente-Maritime)

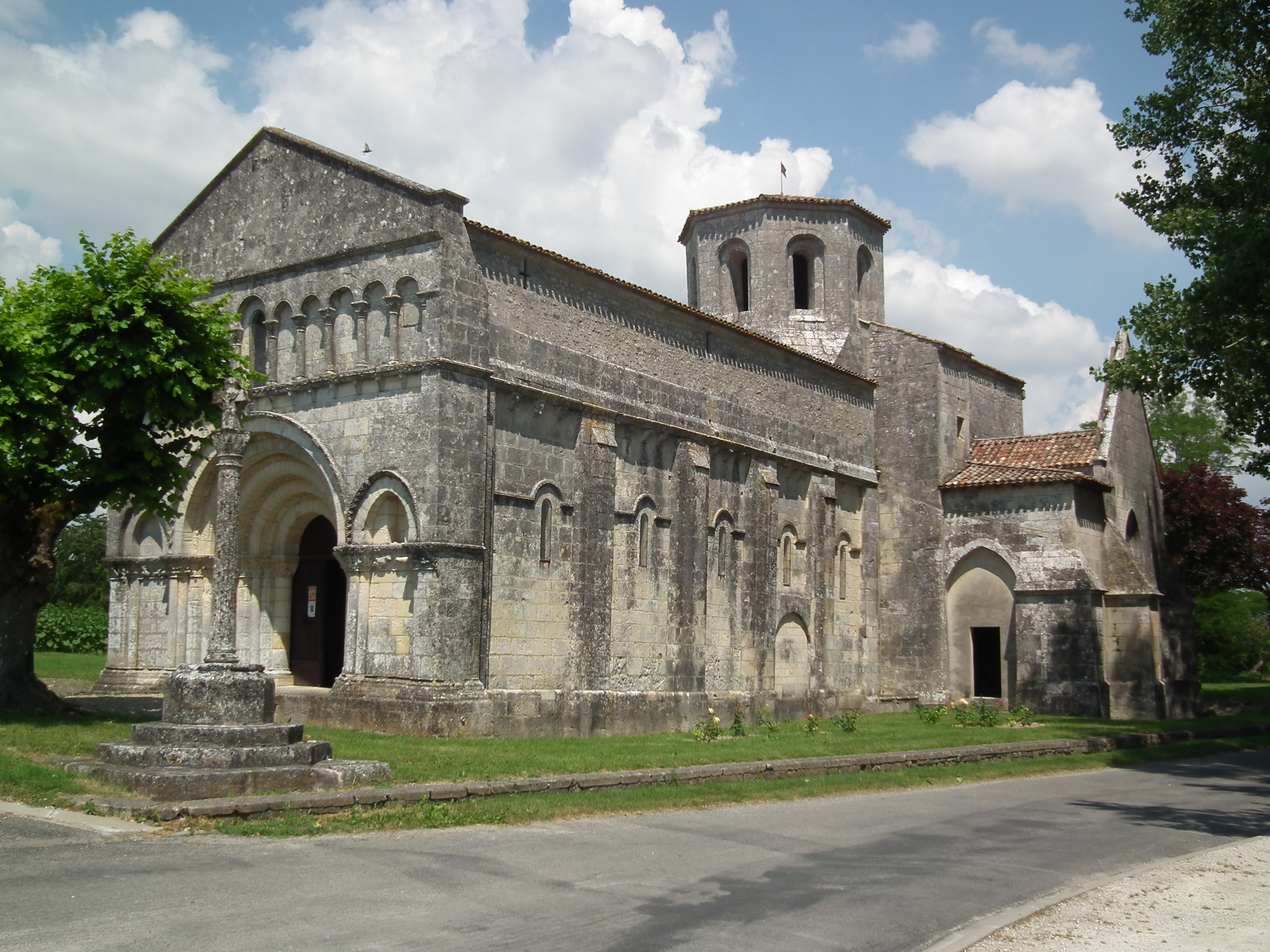
Kerk

Biron is een gemeente in het Franse departement Charente-Maritime (regio Nouvelle-Aquitaine) en telt 233 inwoners (1999). De plaats maakt deel uit van het arrondissement Saintes.

## Geografie
De oppervlakte van Biron bedraagt 8,6 km², de bevolkingsdichtheid is 27,1 inwoners per km².
De onderstaande kaart toont de ligging van Biron (Charente-Maritime) met de belangrijkste infrastructuur en aangrenzende gemeenten.

## Demografie
Onderstaande figuur toont het verloop van het inwonertal (bron: INSEE-tellingen).